# آرگایل (آیووا)
آرگایل (به انگلیسی: Argyle) یک منطقهٔ مسکونی در ایالات متحده آمریکا است که در شهرستان لی، آیووا واقع شده‌است. آرگایل ۲۰۶٫۹۶ متر بالاتر از سطح دریا واقع شده‌است.